# Juan 20:1

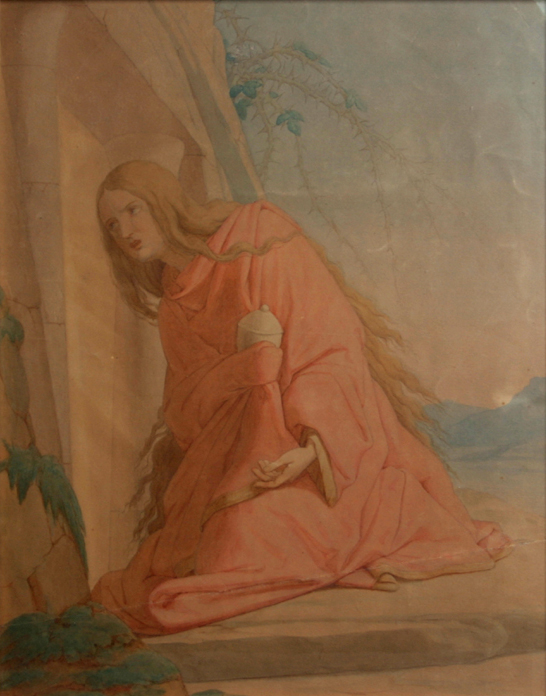
María Magdalena en el sepulcro, por Joseph von Führich

Juan 20:1 es el primer Versículo de el vigésimo capítulo del Evangelio de Juan en el Nuevo Testamento. Juan 20 trata de la resurrección de Jesús después de su crucifixión. En este Versículo María Magdalena visita la tumba de Jesús y la encuentra abierta.

## Contenido
En la Versión King James de la Biblia el texto dice:
El primer día de la semana
María Magdalena llegó temprano,
cuando aún estaba oscuro, al
sepulcro, y vio la piedra
sacada del sepulcro.
Según la Biblia de Navarra el texto es el siguiente:
El día siguiente al sábado,
muy temprano,
cuando todavía estaba oscuro,
fue María Magdalena al sepulcro
y vio quitada la piedra del sepulcro.
La World English Bible traduce el pasaje como:
El primer día de la semana..,
María Magdalena salió temprano,
...cuando aún estaba oscuro..,
al sepulcro, :y vio la
piedra del sepulcro.

## Análisis
El «primer día de la semana» se refiere al primer día después del Sabbat, el domingo moderno y el tercer día después de la crucifixión de Jesús. Sin embargo, como María fue cuando todavía estaba oscuro, la palabra día no puede referirse al día judío que comienza al atardecer. El hecho de que todavía esté oscuro parece entrar en conflicto con Marcos 16:1 y Lucas 24:1, que mencionan que ya era de día. Leonard cree que esto puede explicarse haciendo que Juan describa la hora de salida y los otros dos la hora de llegada. Una solución más compleja, pero que también puede ayudar a explicar otras incoherencias en el capítulo, es que María hizo dos viajes diferentes a la tumba uno mientras estaba oscuro y el otro al amanecer. Esto también puede explicar por qué los otros Evangelios tienen a María en un grupo de mujeres y Juan la tiene sola.
Raymond E. Brown informa que el Codex Sinaiticus no añade la palabra «Magdalena», describiendo a la mujer sólo como «María». En la Iglesia primitiva existía una tradición paralela según la cual era María, madre de Jesús, a quien se hace referencia en este pasaje. La obra de Efrén Sobre el Diatessaron utiliza esta versión de la historia. Loisy cree que ésta era la versión original y que la Virgen fue sustituida posteriormente por María Magdalena para que Juan coincidiera más con los otros tres evangelios. Brown señala que en ninguna otra parte del Evangelio se hace referencia a la madre de Jesús simplemente como María, lo que hace esta teoría, para él, menos probable.
A diferencia de los otros evangelios, Juan no menciona por qué María acude al sepulcro. Marcos 16:1 y Lucas 24:1 dicen que las mujeres acudieron al sepulcro para continuar con los rituales del entierro. Mateo 28:1 menciona que el viaje fue para ver la tumba. En Juan 19 parece que los preparativos del entierro ya habían concluido. Por tanto, Brown cree que es más probable el relato del Evangelio de Pedro de que vino simplemente a llorar. El Midrash Rabbah afirma que el rabino Bar Kappera era de la opinión de que el luto debía culminar al tercer día. Bernard considera improbable todo el viaje, ya que es muy poco probable que una mujer sola fuera a un lugar de ejecución fuera de las murallas de la ciudad cuando todavía estaba oscuro.
El Evangelio de Juan es igualmente espartano al hablar del sepulcro. Se refiere simplemente a «la piedra», dando por sentado que el lector sabe a qué piedra se refiere. Mientras que los otros tres evangelios mencionan que la piedra había sido removida, Juan sólo afirma que fue movida.